# Onthophagus pilularius
Onthophagus pilularius är en skalbaggsart som beskrevs av Lansberge 1883. Onthophagus pilularius ingår i släktet Onthophagus och familjen bladhorningar. Inga underarter finns listade i Catalogue of Life.